# Lengua de señas noruega
La lengua de señas noruega (en el idioma noruego Bokmål: norsk tegnspråk, o en el nynorsk: norsk teiknspråk, o NTS) es la lengua de señas principal de Noruega. Hay muchas organizaciones para la lengua de señas y algunos programas de televisión que se transmiten en Noruega. La Corporación de Radiodifusión Estatal Noruega (Norsk Rikskringkasting) emite Nyheter på tegnspråk (Las noticias en lengua de señas) cada día y Tid for tegn (La hora de señas) cada semana.
La lengua de señas noruega empezó a ser un idioma oficial a partir del 1 de enero de 2022.

## Conexión con la lengua de señas malgache
A veces se reporta que la lengua de señas noruega se parece a la lengua de señas malgache que se usa en Madagascar. De hecho, aunque la lengua de señas noruega hubiera podido influir en la lengua de señas malgache a través de la creación de escuelas para personas sordas por misioneros luteranos noruegos, los idiomas son muy distintos. De un muestrario de 96 parejas de señas, hubo 18 parejas idénticas entre las lenguas, 26 tuvieron algún nivel de semejanza, y 52 parecieron no tener ninguna relación entre los idiomas. Ya no se sabe a qué grado estas semejanzas son resultados de préstamos directos, préstamos de una lengua de fuente común (como la lengua de signos estadounidense o el sistema de signos internacional), mímesis de la cosa a la que se refieren, o pura casualidad.